# 溪心 (雲林縣)
溪心，是台灣雲林縣土庫鎮的一個傳統地域名稱，約略位於該鎮中心區域。今日行政區，其範圍包括石廟里西側、大荖里東側相鄰範圍。

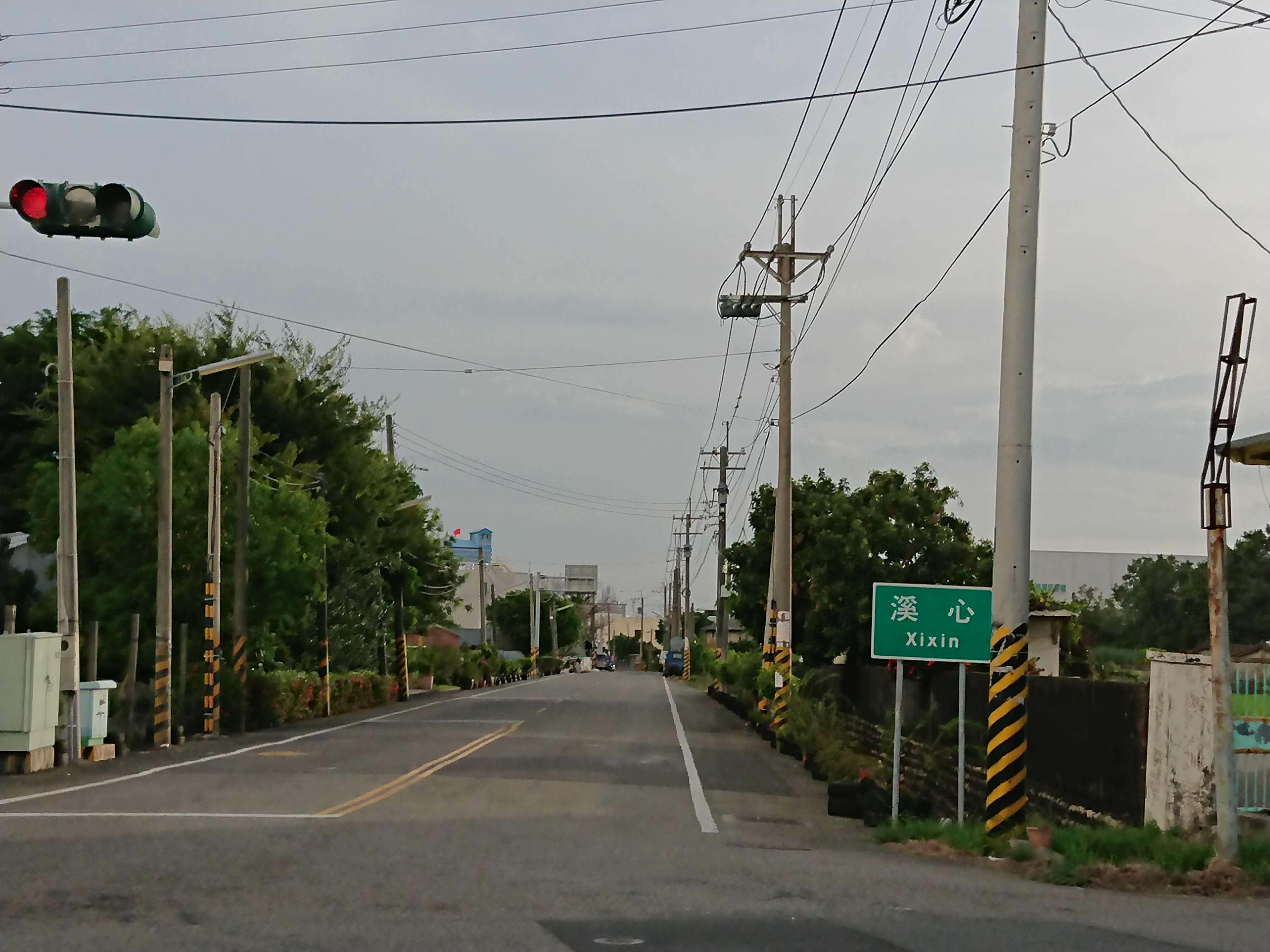
溪心地名牌，位於頂溪心

## 歷史
本聚落原為虎尾溪的河床，境內有沙岸沙丘。目前為一小型聚落，住戶僅數十戶，為多姓村。
台灣日治初期，溪心下分頂溪心與下溪心，行政區分屬石廟仔庄、大荖庄大字管轄，北與崁頂為鄰，東與番仔堀、石廟仔為鄰，南與竹圍仔為鄰，西邊為大荖、好收。
1920年（大正九年），全台地方制度改正，廢十二廳改設五州二廳，該庄隸屬於臺南州虎尾郡土庫庄。
戰後大字改制為村里，該聚落小字廢除，分為頂溪心、下溪心，分別隸屬於石廟里、大荖里。

## 聚落
- 頂溪心（Tíng-khe-sim），石廟里溪心
- 下溪心（Ē-khe-sim），大荖里溪心[2]

## 交通
- 縣道158甲線
- 鄉道雲98-1線